# Marek Iwaniec
Marek Iwaniec (ur. 7 kwietnia 1966 w Tarnowie, zm. 13 maja 2007) – polski żużlowiec.
Sport żużlowy uprawiał w latach 1984–1991 w barwach klubów Unia Tarnów (1984–1986) oraz Motor Lublin (1987–1991).
Dwukrotny finalista młodzieżowych drużynowych mistrzostw Polski (Zielona Góra 1986 – IV miejsce, Gorzów Wielkopolski 1987 – IV miejsce). Finalista turnieju o "Brązowy Kask" (1985 – X miejsce). Finalista turnieju o "Srebrny Kask" (1985 – XIV miejsce). 